# Cromidon decumbens
Cromidon decumbens là một loài thực vật có hoa trong họ Huyền sâm. Loài này được (Thunb.) Hilliard mô tả khoa học đầu tiên năm 1990.